# Cetatea, Giurgiu
Cetatea (în trecut, Turbatu) este un sat în comuna Frătești din județul Giurgiu, Muntenia, România. Din 1968, în satul Cetatea a fost inclusă și localitatea învecinată Bălănoaia, dezvoltată în jurul stației CFR Bălănoaia.
Între anii 1417-1829 a făcut parte din Raiaua Giurgiu (Kaza Yergöğü) a Imperiului Otoman.